# Marko Podraščanin
Marko Podraščanin (en serbe : Марко Подрашчанин, né le 29 août 1987 à Novi Sad, alors en RFS de Yougoslavie) est un joueur serbe de volley-ball. Il mesure 2,03 m et joue central. Il totalise 174 sélections en équipe de Serbie.

## Clubs
| Club                              | De        | À         |
| --------------------------------- | --------- | --------- |
| Vojvodina Novi Sad                | 2005-2006 | 2006-2007 |
| Volley Corigliano                 | 2007-2008 | 2007-2008 |
| Associazione Sportiva Volley Lube | 2008-2009 | 2015-2016 |
| Sir Safety Pérouse                | 2016-2017 | 2019-2020 |
| Trentino Volley                   | 2020-2021 | 2023-2024 |
| AS Volley Lube                    | 2024-2025 |           |

## Palmarès
- Ligue mondiale
  - Finaliste : 2008, 2009
- Championnat d'Europe (1)
  - Vainqueur : 2011
- Challenge Cup (1)
  - Vainqueur : 2011
- Championnat d'Italie (3)
  - Vainqueur : 2012, 2014, 2018
- Championnat de Serbie (1)
  - Vainqueur : 2007
  - Finaliste : 2006
- Coupe d'Italie (3)
  - Vainqueur : 2009, 2018, 2019
  - Finaliste : 2012, 2013
- Coupe de Serbie (1)
  - Vainqueur : 2007
- Supercoupe d'Italie (6)
  - Vainqueur : 2008, 2012, 2014, 2017, 2019, 2021
  - Perdant : 2009, 2013